# Anu-coroca
O anu-coroca (Crotophaga major Gmel.) é uma ave americana da família Cuculidae (subfamília Crotophaginae). Vive desde o Panamá até o norte da Argentina.

## Características
Apresenta coloração preta, com o dorso azulado. Vive à beira de rios e lagos, se alimentando de artrópodes e de peixes pequenos.
Com tamanho médio de 46 centímetros, é maior que a espécie mais próxima, o anu-preto, e possui um bico maior, com uma saliencia no topo.

## Etimologia
Anu deriva do termo tupi anu ou anũ. Dessa mesma origem tupi vem o nome do distrito de Anutiba (ES). "Coroca" e "coroia" originam-se do tupi koro'ka, "rabugento" e são uma referência a seu bico, que lembra o nariz curvo das pessoas idosas. "Anu-de-enchente", "anu-do-brejo", "anum-de-enchente", "anum-do-brejo", "anum-peixe" e "anu-peixe" são uma referência a seu gosto por peixes.
O termo anu-coroca foi selecionado como nome vernáculo técnico para a espécier pelo Comitê Brasileiro de Registros Ornitológicos (CBRO) em 2021.
A ave também é conhecida como anum-coroca, anu-coroia, anu-da-serra, anu-de-enchente, anu-do-brejo, anu-dourado, anu-galego, anu-grande, anuguaçu, anum-coroia, anum-da-serra, anum-de-enchente, anum-do-brejo, anum-galego, anum-grande, anum-peixe, anum-dourado, anunguaçu, anu-peixe, anuu, coroca, coroia e groló.